# No More Mr. Nice Guy
No More Mr. Nice Guy är en sång skriven av Alice Cooper och Michael Bruce, och inspelad av Alice Cooper på albumet Billion Dollar Babies från 1973 samt utgiven på singel i april samma år. Alice Cooper gjorde även en nyinspelning som fanns med i spelet Guitar Hero: Warriors of Rock.

## Låtlista
1. "No More Mr. Nice Guy" - 3:06
2. "Raped and Freezin'" - 3:19

## Listplaceringar
| Lista (1973)                             | Topplacering |
| ---------------------------------------- | ------------ |
| Österrike (Ö3 Austria Top 40)            | 14           |
| Kanada (RPM)                             | 38           |
| Tyskland (Media Control AG)              | 10           |
| Republiken Irland (IRMA)                 | 18           |
| Nederländerna (Dutch Top 40)             | 6            |
| Storbritannien (Official Charts Company) | 10           |
| USA, Billboard Hot 100                   | 25           |

## Medverkande
- Alice Cooper - sång
- Glen Buxton - sologitarr
- Michael Bruce - kompgitarr
- Dennis Dunaway - bas
- Neal Smith - trummor

### Fotnoter
1. ↑  ”Alice Cooper, The Runaways Re-Record Tracks Exclusively For 'Guitar Hero: Warriors Of Rock'”. Arkiverad från originalet den 30 juli 2010. https://web.archive.org/web/20100730015822/http://www.roadrunnerrecords.com/blabbermouth.net/news.aspx?mode=Article&newsitemID=143547.
2. ↑  "Alice Cooper - No More Mr. Nice Guy Austriancharts.at" (in German). Ö3 Austria Top 40. Hung Medien.
3. ↑  Canadian peak Arkiverad 6 oktober 2014 hämtat från the Wayback Machine.
4. ↑  "Musicline.de - Chartverfolgung - Alice Cooper - No More Mr. Nice Guy" (in German). Media Control Charts. PhonoNet GmbH.
5. ↑  "Nederlandse Top 40 - Alice Cooper search results" (in Dutch) Dutch Top 40.  Stichting Nederlandse Top 40.